# Pico Bonpland
El Pico Bonpland es el cuarto pico más alto de Venezuela, a 4883 metros sobre el nivel del mar. El nombre de la cumbre es en honor a Aimé Bonpland, aunque este nunca visitó Los Andes venezolanos.
Se encuentra ubicado en la Sierra Nevada de Mérida, en los Andes de Venezuela (Estado Mérida).Junto con el  Pico Humboldt y los páramos circundantes,están protegidos por el parque nacional Sierra Nevada. En el pasado, compartía con el Pico Humboldt, el mayor glaciar del país, ahora el último.
Los glaciares ubicados en la Bonpland son el resultado de la glaciación de Mérida en el Pleistoceno.[cita requerida]